# سردرهای روبروی کتابخانه ملی
سردرهای روبروی کتابخانه ملی  مربوط به دوره پهلوی است و در کرمان، خیابان شهید رجایی (خورشید) واقع شده و این اثر در تاریخ ۲۸ فروردین ۱۳۸۰ با شمارهٔ ثبت ۳۷۱۴ به‌عنوان یکی از آثار ملی ایران به ثبت رسیده است.